# 安徽大学校友列表
本列表收录在安徽大学（含历史上组成或并入的有关学校）学习过的知名人物。列表将人物粗分为数大类，并遵循各类人物不重叠的原则进行编辑。

## 政界
- 张平：曾任第十二届全国人大常委会副委员长、国家发展和改革委员会主任 （安徽银行学校被安徽大学合并）。
- 王万宾：曾任第十一届国人大常委会常务副秘书长、机关党组书记。
- 骆惠宁：中共山西省委书记、省人大常委会主任。
- 乔传秀：曾任浙江省政协主席。全国五一劳动奖章获得者，全国三八红旗手。
- 杨多良：曾任安徽省政协主席。
- 詹夏来：曾任中共安徽省委常委，省委秘书长，省政府常务副省长、党组副书记。
- 宋国权：中共安徽省委常委、合肥市委书记。
- 虞爱华：中共安徽省委常委、省委宣传部部长。
- 张韶春：内蒙古自治区副主席、党组成员，曾任安徽省发改委主任。
- 王厚宏：曾任海南省常务副省长。
- 陈瑞鼎：曾任安徽省公安厅厅长（历史系）。
- 周本立：现任安徽国际徽商交流协会会长。
- 朱先发：曾任安徽省人大常委会副主任、发改委主任。
- 郭万清：曾任安徽省人大常委会副主任、党组成员。
- 张俊：曾任安徽省人大常委会副主任、党组成员。
- 季家宏：曾任安徽政协副主席，2015年逝世。
- 顾海良：现任教育部副部长和国家教育行政学院院长，国家教育行政学院培训和培养我国教育系统中高级领导干部的重要基地，曾任武汉大学校长。
- 朱新民：曾任合肥工业大学党委书记。
- 闵光辉：曾任中共安徽省委副秘书长、省委办公厅主任。
- 周仁强：2009年11月，担任安徽省高速公路控股集团有限公司董事长、党委书记。 2010年3月兼任安徽皖通高速公路股份有限公司董事长。（汉语言文学）
- 张世平：曾任安徽省省委督察组组长
- 吴行：曾任安徽省信访局局长
- 仲兆宁：曾任安徽省省纪委副书记
- 叶文成：曾任安徽省委宣传部常务副部长
- 郎涛：曾任安徽省委宣传部副部长
- 郭敏： 现任安徽省委统战部副部长、安徽社会主义学院（安徽中华文化学院）党组书记
- 操建华：2010.11任中共安徽省委统战部常务副部长
- 刘长功：曾任中共安徽省委党校常务副校长
- 马永铸：曾任安徽省人大内司委副主任
- 胡玉贤：曾任安徽省人大城建环资委主任
- 宣林：2008年2月任安徽省人大常委、教科委主任。
- 汤达祥：安徽电视台台长，安徽卫视一度在省级卫视中排名第一，超越了湖南卫视
- 刘铁流：曾任安徽省检察院副院长
- 方宁：2009年11月7日被任命为国务院参事室副主任、党组成员，政府决策的智力支持机构
- 高洪：曾任安徽省省政府驻上海办事处主任。
- 吴子波：安徽省工商行政管理局局长，首届安徽省信用协会会长
- 徐根应：曾任安徽省科技厅厅长
- 陈先森：曾任安徽省财政厅厅长
- 韩柏泉：曾任安徽省林业厅厅长
- 杨果：曾任安徽省文化厅厅长
- 汪建国：曾任安徽省地税局局长
- 刘庆强：曾任安徽省环保厅厅长
- 李永胜：2010年3月，任中国驻欧盟使团公使衔参赞（正司局级）。安大外语系毕业
- 张武扬：现任安徽省政府副秘书长
- 马元飞：原合肥市委书记、市长
- 邱江辉：曾任安徽省妇联副主席
- 朱文根：曾任省地方志办公室主任、党组书记
- 王首萌：安徽省供销社主任
- 陈鹏：曾任安徽省农村信用社联合社主任
- 戈世平：安徽省政协常委、教科文卫体工作委员会副主任
- 周建强：2011年任省政协教科文卫体委员会副主任
- 吴存荣：曾任合肥市市长
- 陈启涛：曾任安徽省委副秘书长、蚌埠市委书记
- 张学群：辽宁省高级人民法院院长、党组书记，曾任安徽省高级人民法院副院长、党组副书记（正厅级），2010年12月前是蚌埠市市长。
- 杨振超：曾任安徽省人民政府副省长、淮南市委书记。
- 周春雨：曾任安徽省人民政府副省长，以前是蚌埠市委书记、马鞍山市长。
- 李明：曾任滁州市委书记、安徽省住房和城乡建设厅党组书记 。
- 王福宏：曾任黄山市市委书记
- 杨立威：曾任黄山市政协主席
- 周维培：现任国家审计署国际司司长
- 李应济：海南省政协秘书长
- 李华楠：2010年深圳市中级人民法院院长
- 洛桑南杰：现任西藏自治区档案局局长

## 军界
- 吴锦源：原济南军区装备部部长
- 方福祥：现任中国人民解放军珠海警备区政治委员
- 倪宏伟：总装工程兵某研究所高级工程师 少将

## 学术界
- 张宏：中国科学院生物物理研究所研究员，中国科学院院士。
- 王文兴：院士 1999
- 汪旭光：院士 1995
- 穆穆：院士2007  数学
- 李扬：中国社科院副院长
- 马勇：1979年考入安徽大学历史系，1983年考入复旦大学历史系。现任中国社会科学院近代史研究所研究员，中国社会科学院研究生院教授、博士生导师。
- 闻海虎：现任南京大学物理学院教授，国家杰出青年基金获得者，长江学者特聘教授，APS Fellow。（85届物理系）
- 张军：现任中国科学院国家天文台研究员，国家杰出青年基金获得者。（90届物理系）
- 郝加明：现任中国科学院上海技术物理研究所研究员，中国科学院“百人计划”入选者，“青年千人计划”入选者。（02届物理系）

## 专家学者
- 韦伟：现任安徽省政府副秘书长兼政策研究室主任。
- 匡光力：2009年任合肥研究院党委书记、副院长兼任中科院强磁场科学中心主任
- 朱勇：现任中国政法大学副校长兼研究生院院长 2001年起，已经有了10年
- 凌有江：2010年1月任安徽文达信息技术职业学院院长
- 吴先良：2008开始担任合肥师范学院院长
- 郑汉华：安徽省电大校长
- 陶登松：合肥学院党委书记
- 丁家云：铜陵学院院长
- 万辅彬：现任广西工程职业学院院长，广西民族大学原副校长
- 丁宏强：美国德州大学阿灵顿分校正教授 安徽大学计算机学院千人计划
- 陈乾旺：教育部“长江学者奖励计划”特聘教授，国家杰青，“新世纪百千万人才工程”国家级人选划

## 文化名人
- 刘思扬：现任新华通讯社副社长。（85届中文系）
- 王正忠：现任新华社安徽分社社长。（84届中文系）
- 彭树杰：2003年12月任新华社总编辑室副总编辑。
- 张坤：现任中国青年报社长
- 盛明富：现任全国农林水工会主席
- 汪家驷：安徽日报报业集团社长
- 徐东平：安徽省社科联党组书记、常务副主席
- 胡野秋：凤凰卫视“纵横中国”栏目总策划、主持人
- 杨黎光：现为深圳报业集团副总编辑兼深圳特区报副总编辑
- 刘杰：人民日报社在安徽设立分社 刘杰任分社社长2009
- 潘军：中国先锋小说的代表作家之一，《重瞳》名列“中国当代文学最新作品排行榜”榜首。
- 六六：原名张辛，2003年以小说《王贵与安娜》蜚声海内外网坛，被看作继张爱玲、虹影之后的第三代海外华裔女作家的代表，主要作品还有《双面胶》、《蜗居》等

## 企业精英
- 魏臻：合肥工大高科信息技术有限责任公司董事长、总裁
- 张树武：深圳桑夏（集团）公司，任董事长、总裁
- 白泰平：安徽省能源集团有限公司总经理、党委书记
- 卢政安：深圳市茂文置业投资有限公司董事长兼总经理
- 徐家贵：安徽徽商集团董事长
- 杜长棣：省投资集团总经理
- 凤良志：国元证券董事长 ，安大国元奖学金设立者
- 王亚非：安徽出版集团有限责任公司党委书记、总裁，2008年，在其带领下，安徽出版集团成功借壳“科大创新”上市，成为全国第一家出版集团上市公司。
- 倪志敏：安徽新华传媒股份有限公司董事长
- 喻道成：中国石油化工股份有限公司安庆分公司厂长
- 陈玉祥：94年中国青年科学家奖，现任中国银行业务部经理
- 王贵亚：建行首席投资官，现为建行投资银行部总经理、建银国际董事长，中国第二大银行
- 王源：淮南矿业董事长
- 陈朗：华润创业有限公司总经理
- 张红梅：香港宝峰印刷集团总裁、北京凤凰盛世资产管理有限公司董事长和安徽省政协港澳委员
- 汪静：外语系，美国高通公司执行副总裁
- 陈基华：中国太平洋保险集团副总裁
- 余渐富：经济管理，南翔集团总裁，安徽首富
- 柏士珍：外语系，先后任中国银行副行长(副部级),中国东方资产管理公司总裁(正部级)。

## 境外校友
- 曹其真：澳门政界职位最高的女性，立法会主席
- 桂四海：香港远航集团有限公司董事长，香港新一代“船王”之称，短短十余年，资产从10万港币到300亿
- 傅海安：美国Emory  University药学系教授、血液学与肿瘤学系教授、化学生物学研发中心主任
- 莫厚俊：美国马省大学（UMASS大学），中国科学技术大学大师讲席教授、千人计划入选者。
- 焦丹：美普渡大学电子与计算机工程系终身教授，美国国家科学基金职业成就奖获得者
- 杨耘：澳大利亚斯威本科技大学
- 王文玉：美国奥克拉荷马大学教授
- 吴嘉：现任美国联邦政府国际开发署(USAID)首席金融风险官及美籍亚太雇员委员会(APAEC)主席
- 周嘉瑜： 美国国家气象局气候科技规划负责人
- 瞿研真：现任美国科罗拉多理工大学计算机科学和信息技术学院院长。（82届电子系）